# Forma drukowa

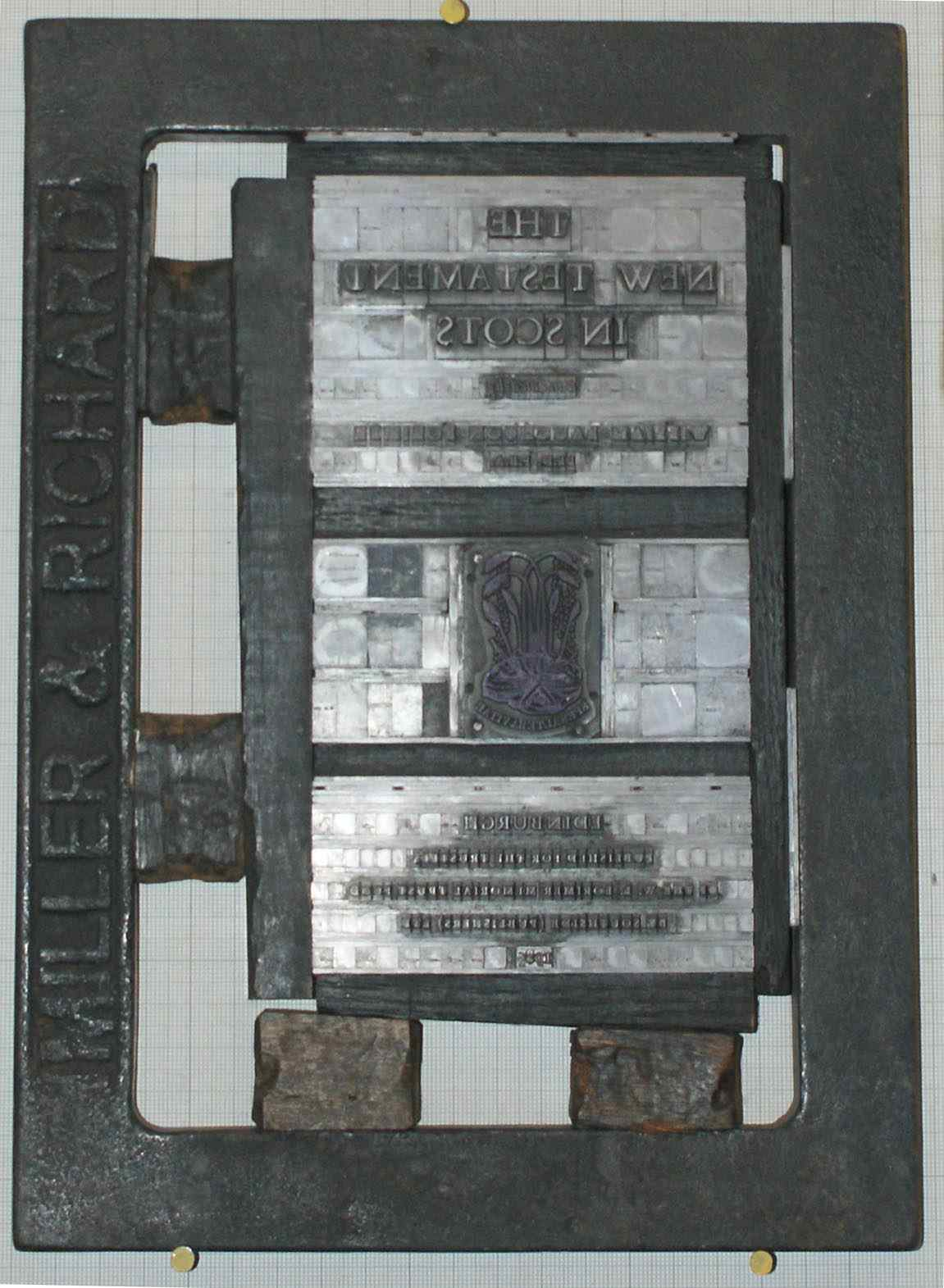
Złożona forma karty tytułowej książki

Forma drukowa, matryca drukująca – część urządzenia drukarskiego przyjmująca farbę (lub inną nanoszoną substancję, na przykład lakier, klej) w punktach obrazu drukowego, w celu przekazania tej farby na podłoże drukowe.
Forma drukowa jest miejscem w maszynie drukarskiej, w którym farba drukowa przyjmuje kształt przyszłego druku. Jej powierzchnia stanowi układ elementów przyjmujących farbę i jej nieprzyjmujących, czyli jest zbiorem fragmentów drukujących i niedrukujących. Formy drukowe dzieli się na wklęsłe, płaskie i wypukłe. W formie wklęsłodrukowej miejscami drukującymi są wytrawione zagłębienia w powierzchni formy, w których zbiera się farba, zaś w formie wypukłej (typograficznej) to właśnie obszary drukujące stanowią powierzchnię formy. Formy płaskie mają elementy drukujące i niedrukujące umieszczone praktycznie na tej samej wysokości i wspólnie stanowią powierzchnię formy drukowej, a różnią się między sobą modyfikacją powierzchni dającą im właściwość przyjmowania lub nieprzyjmowania farby.
Forma drukowa może się stykać bezpośrednio z podłożem drukowym i wtedy mówimy o druku bezpośrednim. Obraz drukowy na takiej formie znajduje się w odbiciu lustrzanym (jest lewoczytelny lub potocznie – „nieczytelny”). Rozwiązaniem odwrotnym jest druk pośredni, w którym obraz drukowy z formy przechodzi na element pośredniczący (na przykład cylinder pośredni), ułatwiający drukowanie na trudnym podłożu lub też chroniący formę przed przyśpieszonym zużyciem. Przy takim rozwiązaniu obraz drukowy na formie znajduje się w postaci normalnej, czyli jest prawoczytelny.
W zależności od sposobu kontaktu urządzenia drukującego z podłożem drukowym forma drukowa może być płaska, walcowa (lub w postaci wycinka walca) albo elastyczna, by mogła dopasować się do podłoża o kształcie innym niż płaski.